# Ábrahám Ganz

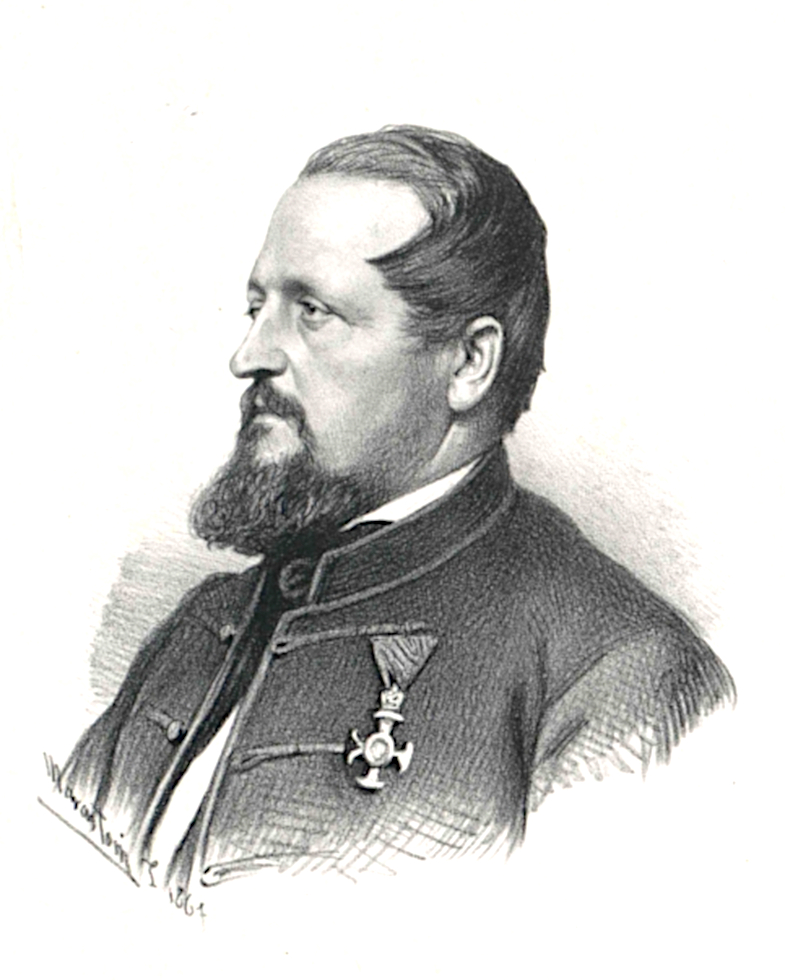
Ábráham Ganz

Ábrahám Ganz (Embrach, 6 november 1815 – Boedapest, 15 december 1867) was een in Zwitserland geboren Hongaars ijzergieter, machine- en technisch ingenieur en oprichter van de Ganz onderneming.
Ganz werd geboren in een dorp nabij Zürich. Hij werd opgeleid in de houthandel en later in het ijzergieten, waarbij hij werkervaring opdeed in landen als Frankrijk, Duitsland, Oostenrijk en Italië. In 1841 kwam hij als handelaar terecht in Hongarije en is als werktuigbouwkundige betrokken was bij de bouw van de Szechenyi-fabriek. Door rondspattend metaal verloor hij in 1843 een oog.
In 1844 opende hij in Boeda zijn eigen ijzergieterij, waar hij zich specialiseert in het gieten van de wielen voor spoorwegwagons. Hierbij voerde hij diverse verbeteringen door in het gietproces die hij in patenten vastlegt. Tijdens de Hongaarse Revolutie van 1848 giet zijn bedrijf loden kogels voor de geweren en kanonnen van de vrijheidsstrijders. Dit kost hem bijna zijn leven omdat een Oostenrijkse krijgsraad hem wegens hoogverraad ter dood veroordeeld. Op voorspraak van een officier komt hij vrij, maar pas na gedeeltelijke inbeslagname van zijn bedrijf.
Na hervatting van de productie in 1852 neemt de omzet snel toe. In 1857 verkreeg Ganz het patent op een gietproces om treinwielen te fabriceren van hoogwaardige kwaliteit. In 1863 kende keizer Franz Joseph hem het Gouden Kruis van Civiele Verdienste toe en in 1865 de Leopoldsorde.
In 1867 overleed hij onder tragische omstandigheden, sommige bronnen vermelden dat hij zelfmoord pleegde. Na zijn dood zette zijn naaste medewerker en vriend András Mechwart, die Ganz in 1859 zijn bedrijf had binnengehaald, de onderneming voort. Onder diens leiding groeide het bedrijf na 1869 uit tot een van de bekendste en grootste bedrijven in Oostenrijk-Hongarije. Pas in 1964 werd de oorspronkelijk gieterij van Ganz gesloten en omgevormd tot museum. In dit Öntödei Múzeum worden vele bedrijfsproducten tentoongesteld.